# USTA Billie Jean King National Tennis Center

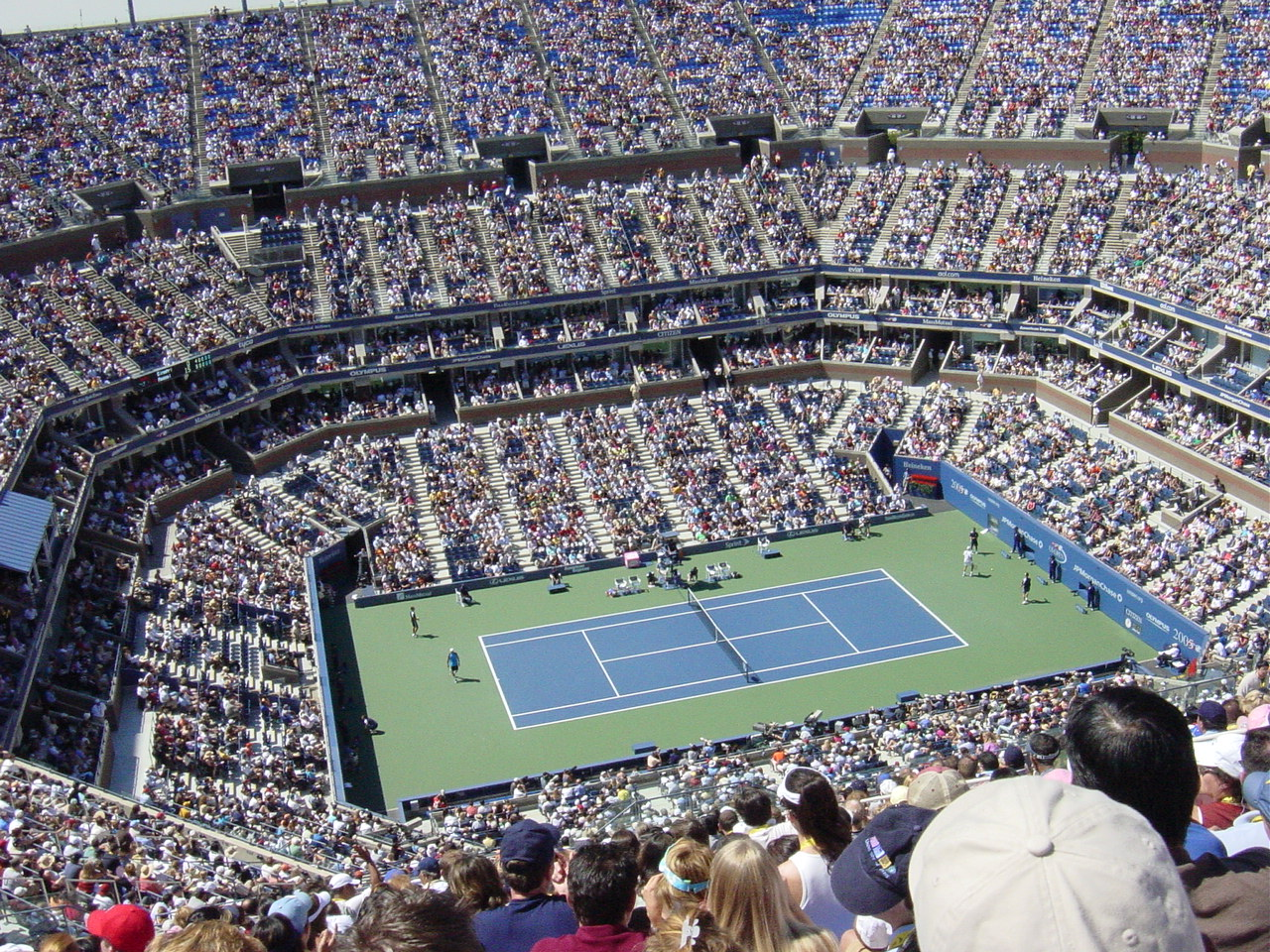
Arthur Ashe Stadium, hoofdstadion van het USTA Billie Jean King National Tennis Center

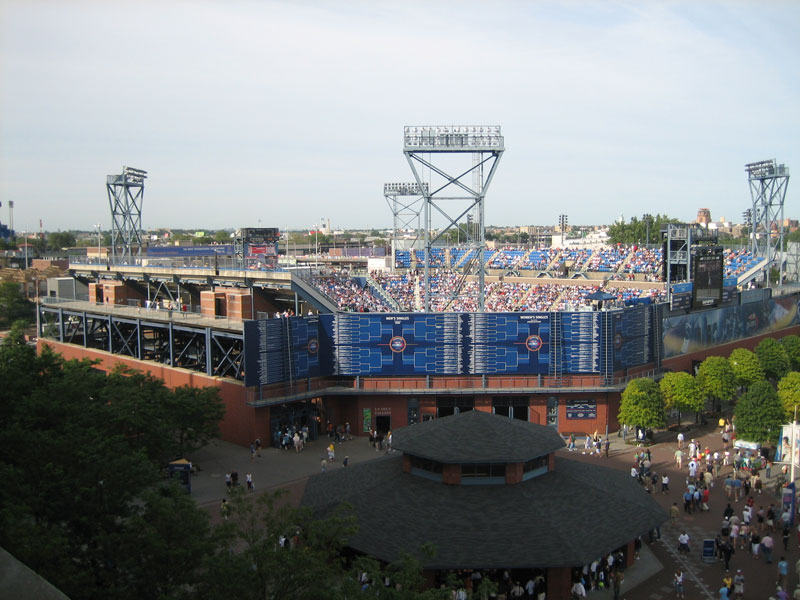
Het Louis Armstrong Stadium en het manuele bord voor het toernooiverloop, gezien vanuit het Arthur Ashe Stadium

Het USTA Billie Jean King National Tennis Center is een tenniscentrum in het Flushing Meadows Corona Park in de wijk Flushing van de borough Queens van New York. Het wordt uitgebaat door de United States Tennis Association (USTA), de nationale tennisfederatie.
Het complex bestaat uit 34 openluchttennisbanen, sinds 2005 uitgerust met blauwe bekleding binnen baselines en zijlijnen en groene outer courts. Alle banen zijn sinds de opening in 1978 bekleed met DecoTurf, een snelle, hardcourt baanbedekking bestaande uit onder andere acrylaat, rubber en silica op een asfalten of betonnen ondergrond. 23 banen bevinden zich binnen de omheining, 11 andere liggen in een aangrenzend park. Een overdekt tenniscentrum biedt daarnaast nog 12 overdekte tennisbanen. Het grootste stadion is sinds 1997 het Arthur Ashe Stadium met 22.547 individuele zitplaatsen. Loges en dergelijke meegerekend, biedt het plaats aan 23.200 toeschouwers. Het vorige en nog steeds op een na grootste stadion was reeds in 1964, voor de opening van het tenniscentrum bij de wereldtentoonstelling gebouwd als Singer Bowl en werd in 1978 omgebouwd tot twee tennisstadions: het Louis Armstrong Stadium met in zijn huidige inrichting 10.200 zitplaatsen, en daaraan gekoppeld het op twee na grootste stadion, het Grandstand Stadium met ongeveer 6.000 zitplaatsen. De velden 4, 7, 11, 13 en 17 hebben ook tribunes met meer dan 1000 zitplaatsen, waarvan de laatste drie met televisiecamera's. In totaal zijn er 18 banen geschikt voor wedstrijden en publiek, en worden 16 banen, waarvan 5 vlak naast het Arthur Ashe Stadium aangeduid als oefenbanen.
Het complex is opgericht op basis van een project van W.E. "Slew" Hester, de toenmalige president van de USTA die in 1977 de capaciteit van het terrein en de onderbenutte Singer Bowl overzag bij een vliegtuiglanding op de nabijgelegen LaGuardia Airport.
Gedurende de US Open 2006 kreeg het USTA National Tennis Center zijn huidige naam, ter ere van viervoudig toernooiwinnares en tennispionier Billie Jean King.
In het centrum wordt sinds zijn opening in 1978 elk jaar rond eind augustus en begin september de US Open georganiseerd, het vierde en laatste grandslamtoernooi van het tennisseizoen. In mei is het complex jaarlijks het toneel van de New York State High School tennis championships. Daarbuiten is het open voor publiek en kan, afhankelijk van het moment in de week, voor 20 tot 62 Amerikaanse dollar een baan gehuurd worden.
Aansluitend aan het Tennis Center bevindt zich het Citi Field en bevond zich ook het Shea Stadium; dit laatste werd in de winter van 2008-2009 afgebroken om bijkomende parkeerruimte te creëren voor het Citi Field, sinds 2009 de nieuwe thuisbasis van de New York Mets.

## Externe link

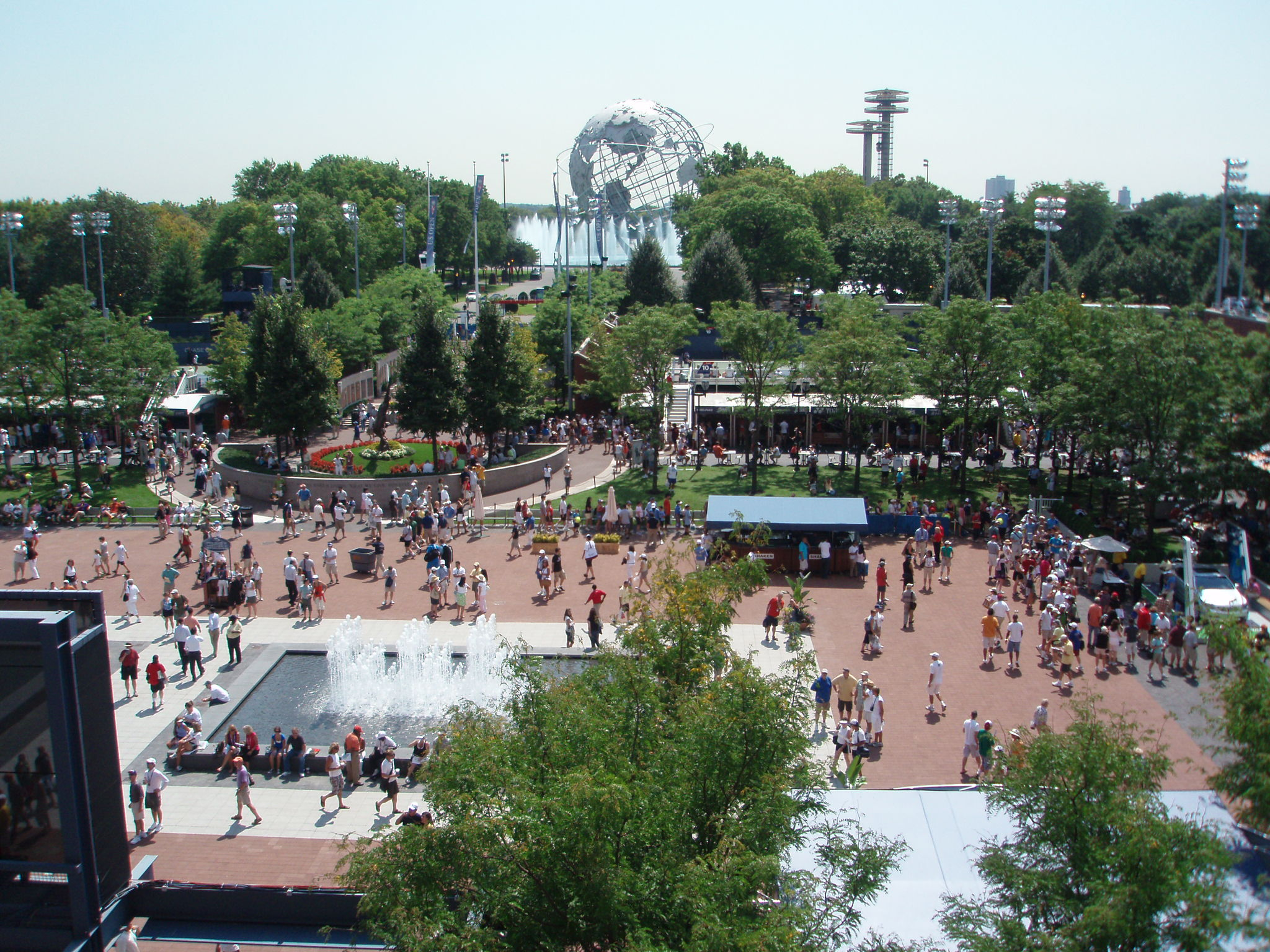
De grounds, de open ruimte tussen de banen
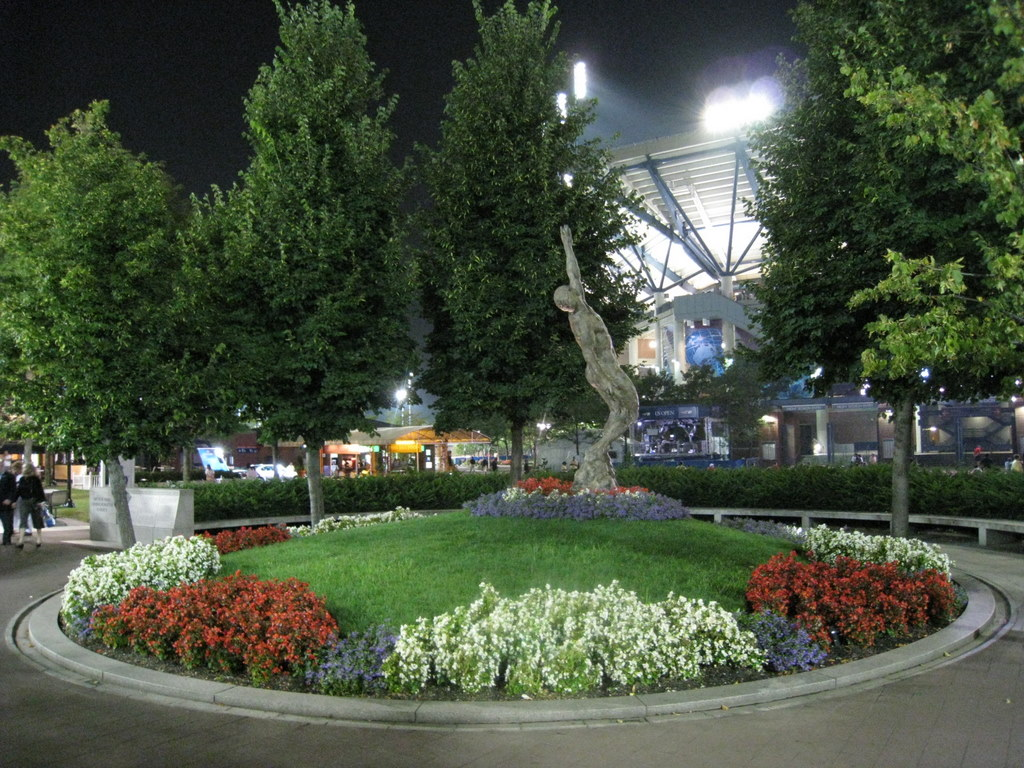
Een standbeeld in het USTA National Tennis Center
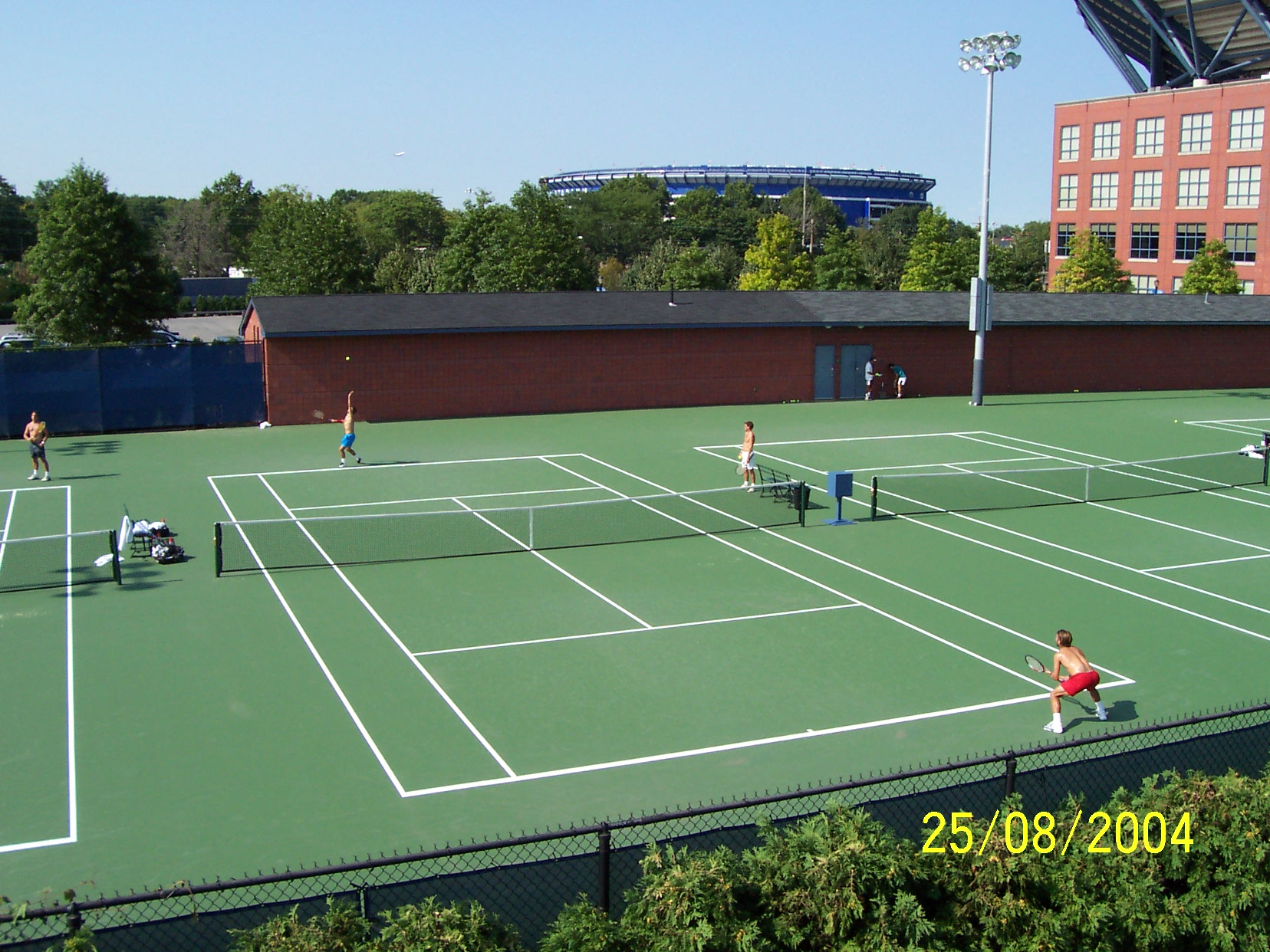
De oefenbanen, met in de achtergrond het nabijgelegen Shea Stadium (dat inmiddels is afgebroken)